# Rhizogonium piliferum
Rhizogonium piliferum là một loài rêu trong họ Rhizogoniaceae. Loài này được (Hook. f. & Wilson) Hook. f. & Wilson mô tả khoa học đầu tiên năm 1844.